# 関東社会学会
関東社会学会（かんとうしゃかいがっかい）は、主として関東地方に在住する社会学者・研究者を対象とした学術組織である。1952年9月27日、日本社会学会の関東支部として創設され、1982年の規約改正によって日本社会学会とは独立した団体となった。学会機関誌として、1988年創刊の「年報社会学論集」（年刊、毎年6月発行）がある。2011-2012年度会長は奥村隆（立教大学）。